# 埼玉県道162号蓮田白岡久喜線

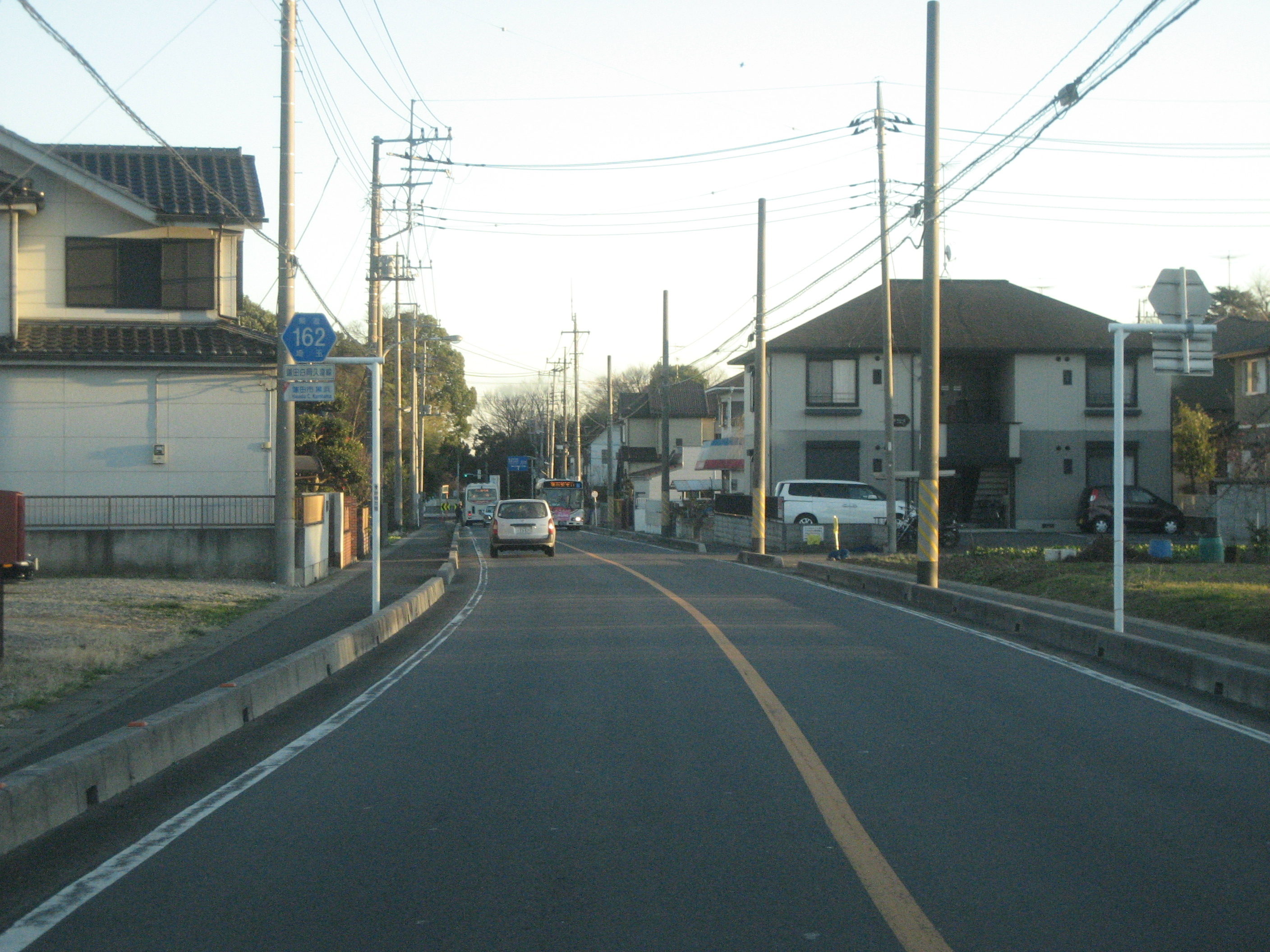
蓮田市黒浜付近

埼玉県道162号蓮田白岡久喜線（さいたまけんどう162ごう はすだしらおかくきせん）は、埼玉県蓮田市から埼玉県久喜市に至る全線2車線の県道である。起点付近を除く、ほぼ全線が東北自動車道の東側の側道である。

## 路線概要
- 起点：埼玉県蓮田市（埼玉県道154号蓮田杉戸線交差点）
- 終点：埼玉県久喜市（埼玉県道3号さいたま栗橋線交差点）
- 総距離：8,581 m

## 地理

### 通過する自治体
- 埼玉県
  - 蓮田市 - 白岡市 - 久喜市

### 交差する道路
- 埼玉県道154号蓮田杉戸線（黒浜南小学校南交差点）
- 埼玉県道78号春日部菖蒲線（白岡市内、埼玉県道78号春日部菖蒲線が新寺塚橋（高架）のため直接接続しない）
- 埼玉県道87号上尾久喜線 （久喜市）
- 埼玉県道3号さいたま栗橋線 （久喜市、信号なし。さいたま栗橋線上り車線との合分流のみ、下り車線との接続は取られていない）

### 交差する鉄道
- JR東北本線（宇都宮線）（野牛踏切）

### 交差する主な河川
- 三ヶ村落堀
- 黒沼用水
- 隼人堀川（下砂場橋）
- 姫宮落川
- 笠原沼用水（新北谷橋）
- 備前堀川（新備前堀川橋）

### 沿線の施設
| 施設                                         | 所在地 |
| -------------------------------------------- | ------ |
| 蓮田市役所                                   | 蓮田市 |
| 東北自動車道蓮田サービスエリア（スマートIC） | 蓮田市 |
| 白岡市立南中学校                             | 白岡市 |
| 白岡市総合運動公園                           | 白岡市 |
| 白岡市役所                                   | 白岡市 |
| ふれあいの森公園                             | 白岡市 |
| 新白岡駅                                     | 白岡市 |
| 久喜市総合運動公園                           | 久喜市 |

## ギャラリー

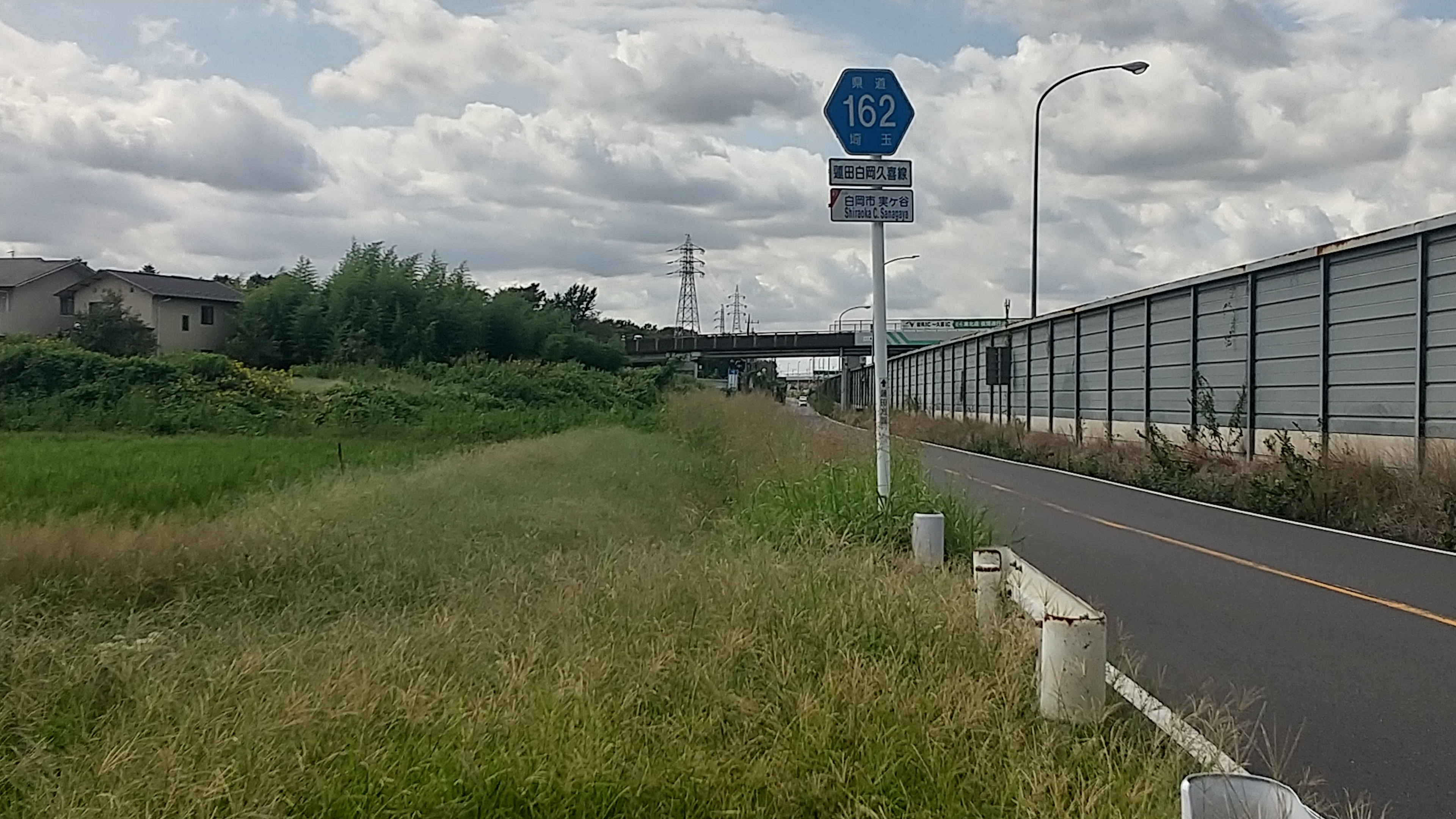
白岡市実ヶ谷付近
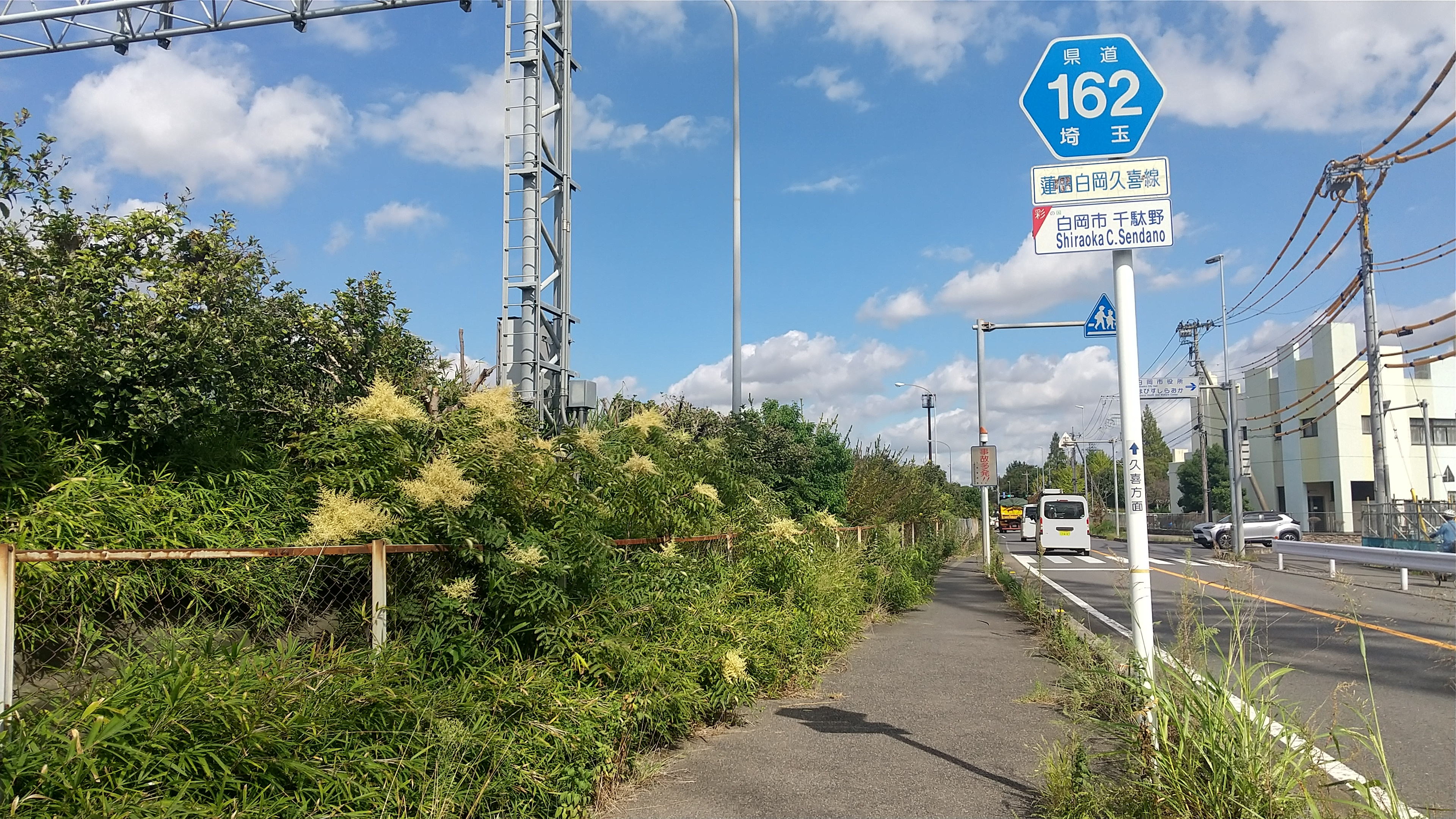
白岡市千駄野付近
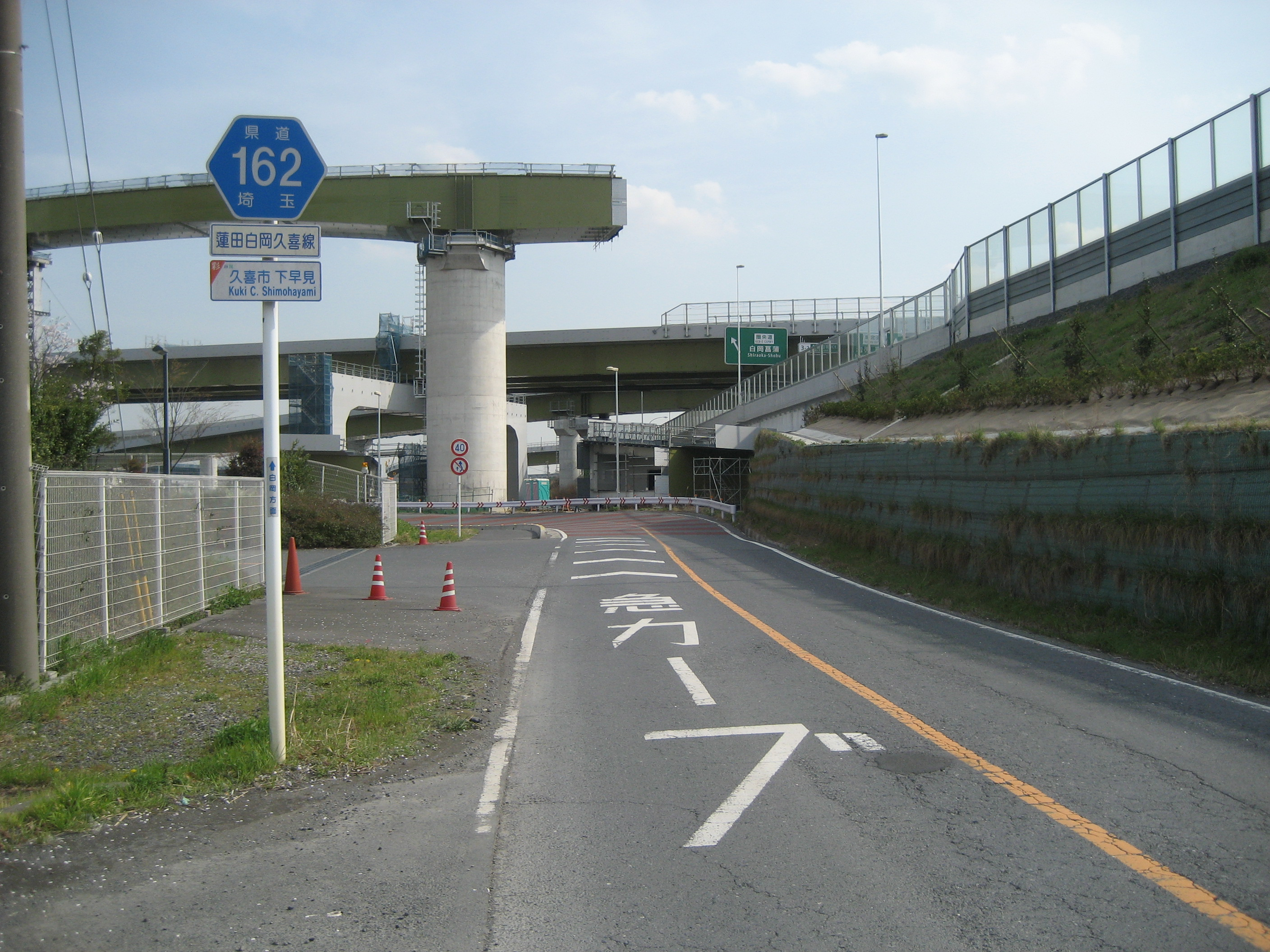
久喜市内（久喜白岡JCT完成前）